# Каллен, Хелен
Хелен Каллен (англ. Helen Frances Cullen, 4 января 1919, Дорчестер — 25 августа 2007) — американский математик, специалист по топологии. Она много лет работала профессором математики в Массачусетском университете в Амхерсте и была первой женщиной-преподавателем на кафедре математики в Амхерсте. Она была известна как автор книги «Введение в общую топологию» (Heath, 1968), а также своим откровенным антисемитизмом.

## Образование и карьера
Каллен родилась в Дорчестере, штат Массачусетс, училась в латинской школе для девочек и Рэдклифф-колледже. Она получила степень магистра в Мичиганском университете в 1944 году и защитила докторскую диссертацию тоже в Мичиганском университете в 1950 году. Её диссертация «Набор семейств параболических регулярных кривых, заполняющих плоскость, и некоторые связанные с ними реймановы поверхности» была написана под руководством Вильфреда Каплана. Она была преподавателем кафедры математики в Амхерсте с 1949 года до выхода на пенсию в качестве почётного профессора в 1992 году.

## Признание
В 1998 году Ассоциация Латинской школы для девочек — Бостонской латинской академии включила её в список своих выдающихся выпускниц.